# Velluanjoki
Velluanjoki är ett vattendrag i Finland.   Det ligger i landskapet Egentliga Finland, i den sydvästra delen av landet, 200 km väster om huvudstaden Helsingfors.